# さとうユーキ
さとう ユーキ（1982年9月27日 - ）は、日本の漫画家。埼玉県出身。男性。旧名義に「ユーキ」「佐藤ユーキ」「さとう優樹」など。

## 来歴
2018年10月、『月刊アクション』（双葉社）12月号にて、『漫画家アシスタント三郷さん（29）は婚活中』の連載を開始。2019年5月、自身初の単行本作品『漫画家アシスタント三郷さん（29）は婚活中』を刊行。第1巻には『アホガール』の作者ヒロユキが帯コメントを寄せている。2020年3月、ジャンプルーキー！などに投稿していたWeb漫画作品『うっかり幼馴染と結婚の約束をしてしまってた結果』がYoutubeアニメ化された。

## 作品リスト

### 連載
- デスハート（『コミックギア』2009年Vol.1からVol.2まで2話連載）：佐藤ユーキ名義[要出典]
- 漫画家アシスタント三郷さん（29）は婚活中（『月刊アクション』2018年12月号[1] - 2019年12月号[4]、双葉社、全2巻）

### 読み切り
- ももっち先生（『まんがライフ』系列各誌） - 2012年新人4コマ杯11月期月刊賞掲載
- 恐怖漫画家物語（『まんがタイム』2013年3月号） - 月刊賞掲載
- JKM（『まんがライフ』2013年7月号）
- 機動教師アルファさん（『まんがタイムオリジナル』2013年8月号 - 2014年2月号） - 連続ゲストとして掲載

### Web漫画
- うっかり幼馴染と結婚の約束をしてしまってた結果（旧題：うっかり結婚の約束をしてしまってた幼馴染みJKが純粋すぎてつらい） - ジャンプルーキー！2019年7月期ブロンズルーキー賞受賞[5]
- ゾンビバスターズ ヤバいDQNがゾンビを殺しまくる話（SNSで発表[6]、2022年2月21日書籍化[6]、KADOKAWA、全1巻）